# Nejka Omahen
Nejka Omahen Šikonja, slovenska osnovnošolska učiteljica in nekdanja mladinska pisateljica, * 6. februar 1983, Ljubljana
Po priljubljenosti se je lahko primerjala z ostalimi znanimi mladinskimi pisatelji, kot so Desa Muck, Janja Vidmar, Primož Suhodolčan, Bogdan Novak in Ivan Sivec.
Po njeni knjigi Življenje kot v filmu je RTV posnel istoimenski film.
V prvem razredu OŠ je napisala tristransko knjižico Mesojeda roža. Obiskovala je Gimnazijo Bežigrad. V Ljubljani je doštudirala geografijo in primerjalno književnost. Izbiro slednje obžaluje zaradi neuporabnosti in bi raje izbrala angleščino.
Je učiteljica geografije na OŠ Ferda Vesela v Šentvidu pri Stični.

### Kritike ob uspehu
Priljubljenost Omahnove je spodbudila pošiljanje slabih izdelkov mladih pisateljev knjižnim založbah, včasih tudi s strani njihovih staršev. Po drugi strani ni spodbudila branja drugih zelo mladih avtorjev. Miha Mohor, mentor mladih ustvarjalcev, je dela Omahnove označil za obrtniško spretno in berljivo trivialno literaturo.

## Nagrada
- moja najljubša mladinska knjiga leta 2000 za roman Silvija (slovenske splošne in šolske knjižnice)[11]